# Großsteingrab Ølstykke By
Das Großsteingrab Ølstykke By war eine megalithische Grabanlage der jungsteinzeitlichen Nordgruppe der Trichterbecherkultur im Kirchspiel Ølstykke in der dänischen Kommune Egedal. Es wurde im 19. Jahrhundert zerstört.

## Lage
Das Grab lag in Salsmose an der Südseite des Krogholmvej. Nur etwa 100 m westnordwestlich befand sich das ebenfalls zerstörte Großsteingrab Troldedysse. In der näheren Umgebung gibt bzw. gab es zahlreiche weitere megalithische Grabanlagen.

## Forschungsgeschichte
Im Jahr 1875 führten Mitarbeiter des Dänischen Nationalmuseums eine Dokumentation der Fundstelle durch. Zu dieser Zeit waren keine baulichen Überreste mehr auszumachen.

## Beschreibung
Die Anlage besaß eine Grabkammer, die wohl als Urdolmen anzusprechen ist. Sie bestand aus drei Wandsteinen und einem Deckstein. Zu den Maßen und der Orientierung der Kammer liegen keine Angaben vor. Ob sie ursprünglich überhügelt war, ist unbekannt. Zu einer möglichen Hügelschüttung oder einer Umfassung ist nichts überliefert. Die Kammer wird als freistehend beschrieben.